# Lucin (Przelewice)
Lucin (deutsch Luisenhof) ist eine Ortschaft in der Woiwodschaft Westpommern in Polen. Sie gehört zur Gmina Przelewice (Gemeinde Prillwitz)  im Powiat Pyrzycki (Pyritzer Kreis).

## Geographische Lage
Die Ortschaft liegt in Hinterpommern, etwa 50 Kilometer südöstlich von Stettin und etwa 15 Kilometer südöstlich der Kreisstadt Pyritz.

## Geschichte
Louisenhof wurde um 1770 durch den Besitzer des Rittergutes Prillwitz, Gneomar Bernd Wilhelm von Schack (aus der uradligen Familie von Schack), als Vorwerk etwa ½ Meile südlich von Prillwitz angelegt. Den Namen „Louisenhof“ erhielt das Vorwerk nach der einzigen Tochter des Gutsherrn, Juliane Louise von Schack, vermählte Gräfin von Czettritz. Nach einer 1813 durchgeführten Vermessung waren dem Vorwerk Louisenhof 1357 Morgen Land zugeordnet.
Um 1865 wurden in Louisenhof 39 Einwohner gezählt. Bei der Volkszählung im Deutschen Reich 1871 wurden in Louisenhof 33 Einwohner in 3 Häusern gezählt, im Jahre 1910 54 Einwohner. Louisenhof gehörte zum Gutsbezirk Prillwitz.
Später wurde der Ort, jetzt „Luisenhof“ geschrieben, eine eigene Landgemeinde. Bis 1945 gehörte Luisenhof zum Kreis Pyritz der preußischen Provinz Pommern. Die Gemeinde zählte im Jahre 1933 246 Einwohner und im Jahre 1939 251 Einwohner. Zur Gemeinde gehörten keine weiteren Wohnplätze.
Nach dem Zweiten Weltkrieg kam Luisenhof, wie ganz Hinterpommern, an Polen. Die Bevölkerung wurde vertrieben und durch Polen ersetzt. Der Ort erhielt den polnischen  Ortsnamen „Lucin“. Heute bildet er ein eigenes Schulzenamt in der Gmina Przelewice (Gemeinde Prillwitz).